# كتابة البحث
البحث هو عملية جمع المعلومات للإستعلام والإستقصاء المنظم والدقيق من مراجع ومصادر موثوقة، وتحليلها تحليلا موضوعياً، بإتباع مناهج محددة بقصد إكمالها أو إضافة الجديد عليها أو التَّأّكّد من صحتِها.
نم

## أهمية كتابة البحوث
تكشف البحوث عن مناطق مجهولة في حياتنا في شتى المجالات، كما تناقش قضايا لم يتوقف عندها السابقون، إذ يفترض فيها أن تكون جديدة، وفي مواضيع لم يتطرق إليها أحد من قبل، ويفترض على الباحث أن تكون له قدرة على الاستنباط والربط والإضافة. وأن تكون له شخصية مستقلة حتى لا يقع في مجاراة الآخرين وتكرار آرائهم، أو ترديد ما سبق قوله في أبحاث أخرى.
كما يعملُ البحث على زيادة كمّ المعلومات لدى الفرد، وذلك من خلال مطالعة المراجع واستخدام مختلف المصادر لإيجاد قيمة مضافة لعنوان البحث. ويعتبر البحث فرصة لممارسة مهارة الاستنباط وقراءةِ ما بين السطور، ويعملُ على تحسينِ مستوى الكتابة والمطالعة، ويضيف للفرد مهارات جديدة كالنقد والتحليل. كما أنه يُحَسِّن من مستوى الفهم ويعوّد على المطالعة والاستفادة من أوقات الفراغ.

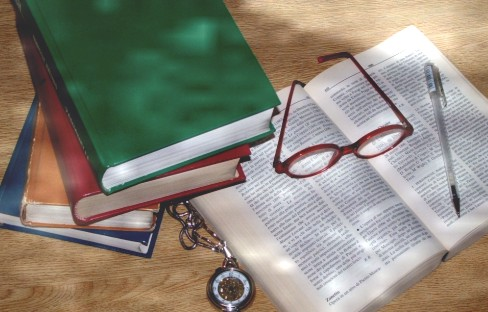
تختلف أنواع البحوث باختلاف مجال البحث واختلاف الهدف المراد تحقيقه من البحث.

## أنواع البحوث
تختلف أنواع البحوث باختلاف مجال البحث واختلاف الهدف المراد تحقيقه من البحث، فتتنوع البحوث على هذا الأساس وتنقسم إلى عدة أقسام منها:

### البحوث الأساسية
موجهة نحو تطوير النظريات وتؤكد هذه البحوث على التحليل المنظم والدقيق لموضوع البحث بهدف اكتشاف العلاقات المهمة ويتطلب مواقف تجريبية ومضبوطة.

### البحوث التطبيقية
تتعلق بتطبيق المعرفة النظرية في حل المشكلات الواقعية.

### البحوث الإستكشافية
تهدف هذه البحوث إلى توفير معلومات كافية عن الظاهرة أو مشكلة الدراسة وتجرى هذه البحوث للحصول على فهم أفضل لمشكلة البحث وتوصف بأنها بحوث وصفية أو نوعية لا تعتمد على جمع بياناتها.

### البحوث الوصفية
تهدف إلى وصف خصائص المتغيرات في ظروف معينة والتأكد منها.

### البحوث التحليلية أو الإستدلالية
تهدف هذه البحوث إلى اختبار فرضيات وضعت لحل مشكلة البحث بغرض تعميم النتيجة على المجتمع.

### البحوث المستعرضة
تجرى الدراسة على بيانات تجمع لمرة واحدة في فترة زمنية قد تكون عدة أيام أو اسابيع أو شهور وذلك بهدف الإجابة عن سؤال البحث.

### البحوث الطولية
يحتاج الباحث في كثير من الدراسات إلى دراسة خصائص افراد معينين على مدار فترات زمنية متعاقبة قد تمتد عدة سنوات بهدف الإجابة عن سؤال البحث.

## طرق جمع المادة العلمية للبحث
في جمع المادة العلمية يجب العودة إلى المكتبة، ومحاولة استخدام المصادر والمراجع بكفاءة عالية بقصد الاستفادة منها وتنمية المعرفة والخبرة.
ويمكن تقسيم المادة والمراجع كالآتي:

### 1. المصادر الأولى للبحث
وهي المؤلفات والمصنفات والدواوين التي كتبها القدامى ولها صلة عن موضوع البحث المراد كتابته.

### 2. الكتب التي عالجت الموضوع معالجة كلية
وهي الكتب التي تتصل جميع جزئياتها بالموضوع. فمثلا إذا كنت أدرس المتنبي: حياته وشعره مثلاً، فلا بدّ من قراءة «مع المتنبي» لـطه حسن، «المتنبي» لـمحمود محمد شاكر، وغيرها من الدراسات.

### 3.     الكتب التي عالجت الموضوع معالجة جزئية
أي إذا كان موضوع البحث لا يشمل الكتاب كله، بل جزءاً منه. مثال ذلك كتاب «الأغاني» لأبي الفرج الأصفهاني أو كتاب «تطور الغزل» لشكري الفيصل، لمن أراد أن  يدرس شعر عمر بن أبي ربيعة.

## خطوات كتابة البحث[1]
قبل البدء في كتابة البحث، وبعد جمع المادة العلمية المتصلة به، يجب وضع مخطط عام يُلتزم بحدوده عند الكتابة. ويشتمل كل مخطط على الخطوات التالية:

### 1.     المقدمة
وهي في العادة آخر ما يكتب في البحث، ويحسن أن تضم المقدمة المعلومات الآتية:
- تحديد الحافز الذي دعا لى اختيار موضوع البحث
- وصف الجهود المبذولة وتحديد الصعوبات التي واجهت الباحث أثناء البحث
- عرض للخطوط الكبرى للبحث

### 2.     هيكل البحث
يقسم البحث عادة إلى أبواب وفصول، وقد تقسم الفصول إلى فقرات معنونة أو مرقمة. ويراعى عادة في ترتيب الفصول والأبواب عدة اعتبارات؛ منها التسلسل التاريخي، أو الموضوعي، أو درجة الأهمية. وفي هذا القسم تتم مناقشة قضايا البحث ودراستها.

### 3.     الخاتمة
وهي تعطينا النتائج المستخلصة من البحث، ويشار فيها عادة إلى أهم النتائج والخلاصات  التي خرج بها البحث.

### 4.     الفهرس
هذا القسم ضروري جداً بالنسبة إلى الباحث، وفهرس الموضوعات من أهم الفهارس؛ لأنه ييسر للقارئ معرفة ملامح البحث. وهذا الفهرس يجب أن يلحق بكل بحث، سواء أكان مطبوعاً أم في حيز الكتابة المخطوطة.